# Das Rabenviertel
Das Rabenviertel (Kvarteret Korpen) ist ein schwedisches Filmdrama aus dem Jahr 1963. Bo Widerberg, der auch das Drehbuch verfasste, erzählt in seiner zweiten Regiearbeit mit einem „poetischen Naturalismus“. 1965 wurde der Film für den Oscar in der Kategorie Bester fremdsprachiger Film nominiert und Keve Hjelm wurde 1964 mit dem schwedischen Filmpreis Guldbagge als Bester Hauptdarsteller ausgezeichnet.
In Deutschland hatte der Film seine Uraufführung am 5. September 1967 in der ARD.

## Handlung
1936 im „Rabenviertel“ von Malmö, einem Elendsviertel, das von einfachen Arbeitern und kinderreichen Familien bewohnt wird. Eine davon steht im Mittelpunkt des Films. Der Vater trinkt, lässt seine Arbeit liegen und besucht lieber ein Fußballspiel; zuhause lässt er sich ins Sofa sinken. Umso härter muss die Mutter anpacken, um die Familie durchzubringen. Der älteste Sohn, Anders, hofft eines Tages ein großer Schriftsteller zu werden.
Sein Roman erzählt von den Menschen des Viertels. Als ihn die Einladung eines Verlags nach Stockholm erreicht, glaubt er an eine Veröffentlichung und ist er mit seinen Eltern außer sich vor Freude. Ihre Erwartungen werden jedoch enttäuscht, der Verleger spricht lediglich eine Ermunterung aus. Nach einer Weile erkennt und anerkennt er aus den Worten des Verlegers eine Botschaft: Wer schreit, wird wahrgenommen, aber nicht verstanden. Je länger umso deutlicher wird, dass der Vater jede Hoffnung aufgegeben hat, etwas an seiner Lage ändern zu können. Die Ursache an seiner Alkoholkrankheit schreibt er einer Affäre zu, die die Mutter 1923 mit einem Nachbarn hatte. Die Mutter klärt Anders darüber auf, dass sie die Affäre einging, nachdem der Vater wieder einmal blau nach Hause gekommen war. Anders lässt sich mit einer jungen Frau aus der Nachbarschaft ein, die von ihm schwanger wird. Später fasst er Hoffnung und bricht ohne die Schwangere mitzunehmen in die Hauptstadt auf.

## Rezeption
„Eine etwas langatmige, aber exakt beobachtete, eindringliche Studie.“

„Dem jungen Regisseur Bo Widerberg gelingt es, einfühlsam und doch ohne jede Sentimentalität das Bild eines Jungen zu zeichnen, der inmitten einer Welt von Schmutz und Resignation zu sich selbst findet und die Kraft aufbringt, seiner niederdrückenden Umgebung zu entkommen. Empfehlenswert auch für junge Filmfreunde von 16 Jahren an.“

2012 veranstaltete die Filmzeitschrift FLM unter 50 Kritikern und Filmwissenschaftlern eine Wahl zum „besten schwedischen Film aller Zeiten“ in der Das Rabenviertel hinter Der Fuhrmann des Todes Platz zwei belegte.